# Frida Greiff
Frida Greiff, folkbokförd Anna Alfrida Appelgren, ogift Greiff, född 31 augusti 1884 i Kristianstad, död 18 april 1959 i Malmö, var en svensk skådespelare och operettsångare.
Greiff medverkade 1910 i tre filmer: Värmlänningarne, Fänrik Ståls sägner och Bröllopet på Ulfåsa.
Hon var 1912–1918 gift med skådespelaren Arne Lindblad. 1920 gifte hon sig med t. f. stadsfiskalen i Simrishamn, Max Kjellbom, och hon var från 1925 gift med skådespelaren och dekorationsmålaren Erik Appelgren.

## Filmografi
- 1910 – Värmlänningarne
- 1910 – Fänrik Ståls sägner
- 1910 – Bröllopet på Ulfåsa